# Покровське (Синельниківський район)
Покро́вське — селище в Україні, центр Покровської селищної територіальної громади Синельниківського району, Дніпропетровської області.
Розташоване на березі річки Вовчої за 127 кілометрів на південний схід від міста Дніпра.
До нього прилягає залізнична станція Мечетна на магістралі Чаплине—Бердянськ. Населення — 10457 мешканців (за оцінкою, у 2011 році).
Офіційна історія Покровського починається з 1779 року. У 1957 році селу Покровське надають статус селища міського типу.

У 2023 році Покровське втратило статус селища міського типу через ліквідацію цього адміністративного статусу.
 
Згідно з новою класифікацією населених пунктів в Україні, Покровське змінило свій статус на селище.

## Розташування, рельєф, клімат
Покровське розташоване на правому березі річки Вовчої, вище по течії на відстані 2 км розташоване село Ягідне (ліквідоване в 1993 році), нижче по течії на відстані 2,5 км розташоване село Чорненкове, на протилежному березі — села Богодарівка, Олександрівка і Добропасове. На відстані 1 км розташоване село Левадне. По селищу протікає струмок, який пересихає, з загатою. Через селище проходять автомобільні шляхи Н15, Р85 та залізниця зі станцією Мечетна. Розкинулось селище на 7 кілометрів із заходу на схід, займає площу 967,6 га.
Рельєф території — горбиста (Придніпровська низовина). Висота над рівнем моря — 110 метрів.
Клімат — помірно-континентальний. Середньорічна кількість опадів — 490 мм, середньорічні температури липня +22°, січня −6°. Особливістю клімату селища є значні коливання погодних умов з року в рік. Помірно-вологі роки змінюються різко посушливими, а посушливість нерідко підсилюється суховіями. Загалом клімат характеризується відносно прохолодною зимою і спекотним літом, максимальні температури повітря, зафіксовані у липні-серпні, сягають +40°, у січні-лютому — −37..38°.

## Історія
Детальніше: Історія Покровського
В XIV—XVI століттях у місцевості, де тепер розташоване селище, кочували орди кримських татар. Уздовж Вовчої пролягав Муравський шлях, яким яничари гнали в неволю українських селян. Відтоді залишилися кримськотатарські найменування приток Вовчої — Гайчур і Янчур.

### Період запорізького козацтва
У XVII столітті ця місцевість належала до земель Запорізької Січі. Широка і повноводна на той час річка була багата на рибу, у навколишніх тернівниках і в степу водилося багато дичини. Тому козацька старшина охоче влаштовувала в цих місцях свої зимівники. З 1760 року оселився тут відставний запорізький старшина Головко. Після ліквідації Січі і анексії Криму Російською імперією сюди переселилося багато запорізьких козаків із сім'ями. За указом азовського генерал-губернатора Василя Олексійовича Черткова в 1779 році було засновано кілька військових слобід, у тому числі й Покровську. Відтоді й починається історія селища.
Найменування селища пов'язане з ім'ям кошового отамана війська запорозького Івана Дмитровича Сірка. Кошовий отаман з своїм військом часто робив походи через Муравський шлях на Крим, громив кримських татар і турків, які своїми наскоками спустошували поселення українців і не давали спокою нашим співвітчизникам. Про один з таких походів згадує академік Дмитро Яворницький у своїй книзі «Іван Дмитрович Сірко, славний кошовий отаман війська запорозьких низових козаків». Звідти дізнаємося, що восени 1673 року Іван Сірко зустрівся на Муравському шляху з великим загоном кримських татар, розгромив їх, узяв багатьох у полон, після чого щасливо повернувся на Січ. Ця битва відбулася в районі Покровського в день Покрови Пресвятої Богородиці. На знак пам'яті про цю перемогу пізніше слободу й назвали Покровською. Як пам'ять про Івана Сірка західна частина селища, на околиці якої колись відбулася битва, й досі у народі зветься Сірківкою.
Слобода Покровська, що виникла на колишньому козацькому зимівнику, швидко росла. Згідно з переписом 1782 року в ній постійно проживали 305 чоловіків і 238 жінок. За документами того часу за родом занять місцеві жителі розподілялися так: «козацьких поселенців, які займалися хліборобством, — 534, які займалися ремеслом — 5, у наймах — 19, церковнослужителів — 2». У слободі було 94 хати-мазанки, стайня з шелюгу для Маріупольського легкокінного полку, що утримувалася коштом слободян. У 1816 населення становило понад 1200 осіб, в 1859 — близько 4 тисяч, які належали до категорії державних селян.
У 1859 році в Покровському нараховувалося 605 дворів з населенням 3585 осіб. У ньому вже були: волосне управління, церква, училище, богадільня. А в 1885 році в Покровському відкрито «станцію приймання і видавання всілякого роду кореспонденції» — пошту. Поштовий тракт мав віддаль 28 кілометрів, на станції налічувалося 16 коней.
Слобода швидко зростала. Цьому сприяло її вигідне географічне положення. Щонеділі тут збиралися базари, а тричі на рік — ярмарки.

### XX століття
З розвитком капіталізму і дальшим розшаруванням селянства після реформи 1861 року в селі починаються революційні виступи. У 1903 році тут було три підпільні гуртки. На таємних нарадах у гуртках читали революційну літературу.
Радянські війська відійшли з Покровського 8 жовтня 1941 року.
З 1957 р. Покровське — селище міського типу. За народним переказом, поблизу поселення запорізькі козаки в сутичці з татарами відбили селян, яких ті гнали в полон. Ця подія трапилася на релігійне свято Покрови, тому й село назвали Покровським.

### Сучасність
25 серпня 2014 року у селищі було повалено пам'ятник Леніну.
15 лютого 2016 розпорядженням селищного голови № 9-аг у селищі було перейменовано вулиці.
Список перейменованих вулиць:
| № з/п | Колишнє найменування     | Нове найменування |
| 1     | вул. Свердлова           | вул. Софіївська |
| 2     | вул. Падалки             | вул. Падалки (на честь видатного українського художника Падалки Івана Івановича, 1894 р.н., професора Київського художнього інституту) |
| 3     | вул. Жовтнева            | вул. Клубна |
| 4     | вул. Рози Люксембург     | вул. Грушева |
| 5     | вул. Карла Лібкнехта     | вул. Пилипа Орлика |
| 6     | вул. 50 років Жовтня     | вул. Григорія Бондаря |
| 7     | вул. Карла Маркса        | вул. Дмитра Яворницького |
| 8     | вул. Леніна              | вул. Соборна |
| 9     | вул. Кірова              | вул. Патріотів України |
| 10    | вул. Генерала Станкевича | вул. Великого Кобзаря |
| 11    | вул. Чапаєва             | вул. Калинова |
| 12    | вул. Цикова              | вул. Михайла Грушевського |
| 13    | вул. 60 років ВЛКСМ      | вул. Затишна |
| 14    | вул. Тельмана            | вул. Незалежності |
| 15    | вул. Калініна            | вул. Свободи |
| 16    | вул. 40 років Жовтня     | вул. Центральна |
| 17    | вул. Дзержинського       | вул. Івана Богуна |
| 18    | вул. Куйбишева           | вул. Ярослава Мудрого |
| 19    | вул. Щорса               | вул. Енергетиків |
| 20    | вул. Молокова            | вул. Хлібодарна |
| 21    | пров. Піонерський        | пров. Зоряний |
| 22    | пров. Комсомольський     | пров. Зелений |
| 23    | пров. Московський        | пров. Січеславський |
| 24    | вул. Петровського        | вул. Славна |
| 25    | вул. Червоноармійська    | вул. Мужності |
| 26    | вул. Гайдара             | вул. Вчительська |
| 27    | вул. Енгельса            | вул. Ветеринарна |
| 28    | пров. Островського       | пров. Островського (на честь драматурга Олександра Миколайовича Островського (1823—1886))                                              |
| 29    | вул. Ленінградська       | вул. Богдана Хмельницького |

## Населення

### Мова
Розподіл населення за рідною мовою за даними перепису 2001 року:
| Мова            | Кількість | Відсоток |
| --------------- | --------- | -------- |
| українська      | 10987     | 94.22%   |
| російська       | 576       | 4.94%    |
| вірменська      | 46        | 0.39%    |
| білоруська      | 15        | 0.13%    |
| румунська       | 2         | 0.02%    |
| угорська        | 2         | 0.02%    |
| болгарська      | 1         | 0.01%    |
| інші/не вказали | 32        | 0.27%    |
| Усього          | 11661     | 100%     |

## Сьогодення
Сучасний герб подано на щиті, що розтятий срібним і червоним, з блакитною шипоподібною базою. В щиті два орли протилежних тинктур у поєдинку. В базі — золоті руїни фортеці. Щит обрамований декоративним картушем і увінчаний золотою міською короною з трьома вежками.

## Економіка
На території Покровського знаходяться:
- ТОВ «ВІДРОДЖЕННЯ
- ТОВ „РОДІНА ТРЕЙД“
- СФГ „ДІБРОВА“
- ФГ „ПОКРОВА 2013“
- ФГ „СЕМАК ВОЛОДИМИР ПЕТРОВИЧ“
- СФГ КЛИМЧУКА ВАЛЕРІЯ МИХАЙЛОВИЧА
- ТОВ „ПОКРОВСЬКЕ СПЕЦІАЛІЗОВАНЕ РИБОГОСПОДАРСЬКЕ ПІДПРИЄМСТВО“
- СФГ „КОЛОС“
- ФГ „НИВА“

## Інфраструктура
На території Покровського знаходяться:

### Школи
- Опорна школа: Комунальний навчальний заклад НВК загальноосвітня школа I—III ступенів № 1 — Покровський ліцей.
- Покровська школа I-III ступенів № 2
- Навчально-виховний комплекс загальноосвітня школа I—II ступенів № 1 — Покровська гімназія
- Навчально-виховний комплекс Покровська загальноосвітня школа III ступенів № 2- дошкільний навчальний заклад філія № 2 опорної Школи комунального закладу освіти навчально-виховний комплекс загальноосвітня школа I—III ступенів № 1-

### Дитячі садочки
- Покровський дошкільний навчальний заклад, ясла-садок, загального розвитку "Орлятко"
- Дошкільний навчальний заклад, ясла-садок, № 2 "Казка" загального розвитку
- Покровський дошкільний навчальний заклад, ясла-садок, № 3 "Теремок" загального розвитку

### Лікарні
- Покровський центр первинної медично-санітарної допомоги
- Покровська амбулаторія загальної практики-сімейної медицини
- Лікувально-діагностичний центр Медгарант
- Покровська центральна районна лікарня Дніпропетровської обласної ради
- Клініко-діагностичний центр

### Супермаркети
- АТБ-Маркет — Найбільша мережа продуктових супермаркетів в Україні.
- Varus — Мережа продуктових супермаркетів в Дніпропетровській області.
- EVA — мережа магазинів продажу товарів особистої гігієни, парфумерії, косметики, біжутерії та аксесуарів.
- Аврора мультимаркет — Найбільша в Україні мережа магазинів формату “One dollar store” (магазин дешевих товарів).

### Автозаправки
- Дві автозаправки
- Дві газові автозаправки

### Банки
- ПАТ Державний Ощадний Банк України територіально-відокремлене безбалансове Відділення філії Дніпропетровського обласного управління
- ПАТ Комерційний банк ПриватБанк
- ПАТ Райффайзен Банк Аваль
- ПАТ Агрікольбанк

## Культура
В 1895 році було відкрито хату-читальню, нині КЗК «Покровська бібліотека». З 1969 року діє історико-краєзнавчий музей району.
У центрі селища розташований військовий цвинтар.

## Транспорт
У селищі функціонує автостанція, яка сполучає районний центр не тільки з іншими населеними пунктами Покровського району, а і з такими містами як Дніпро, Запоріжжя, Маріуполь.
Селищем проходить дві автотраси: Запоріжжя — Донецьк, Дніпро — Мелітополь.
Територією Покровського проходить залізнична гілка Чаплине — Бердянськ. У межах селища є станція Мечетна Придніпровської залізниці, на якій зупиняється приміський потяг Чаплине — Пологи. В літній період на станції зупиняється потяг № 228 Київ-Пасажирський — Бердянськ.

## Галерея

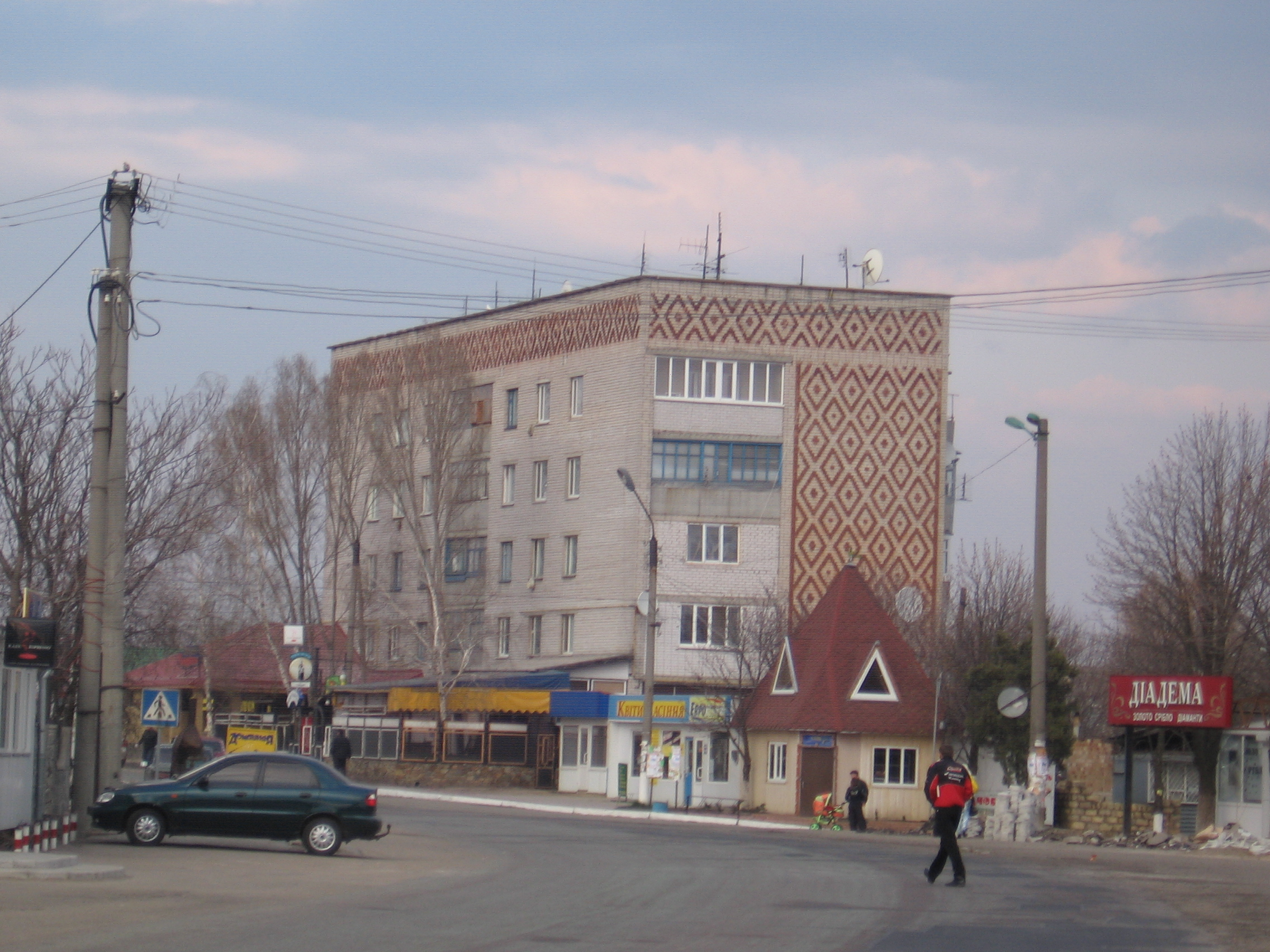
Центр селища Покровське, 2010 рік.
Автостанція Покровське, 2010 рік.
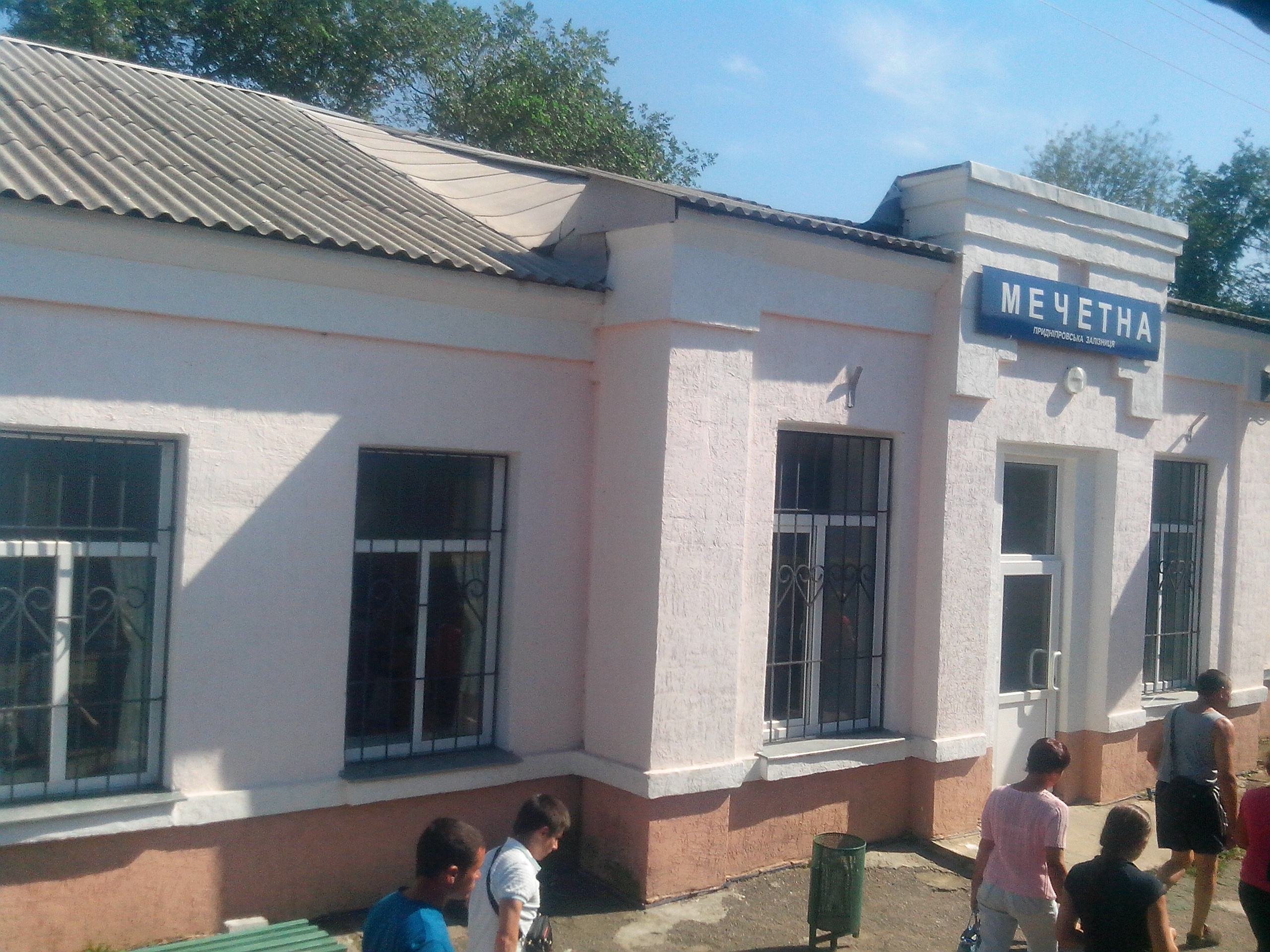
Залізнична станція Мечетна, селище Покровське, 2014 рік.
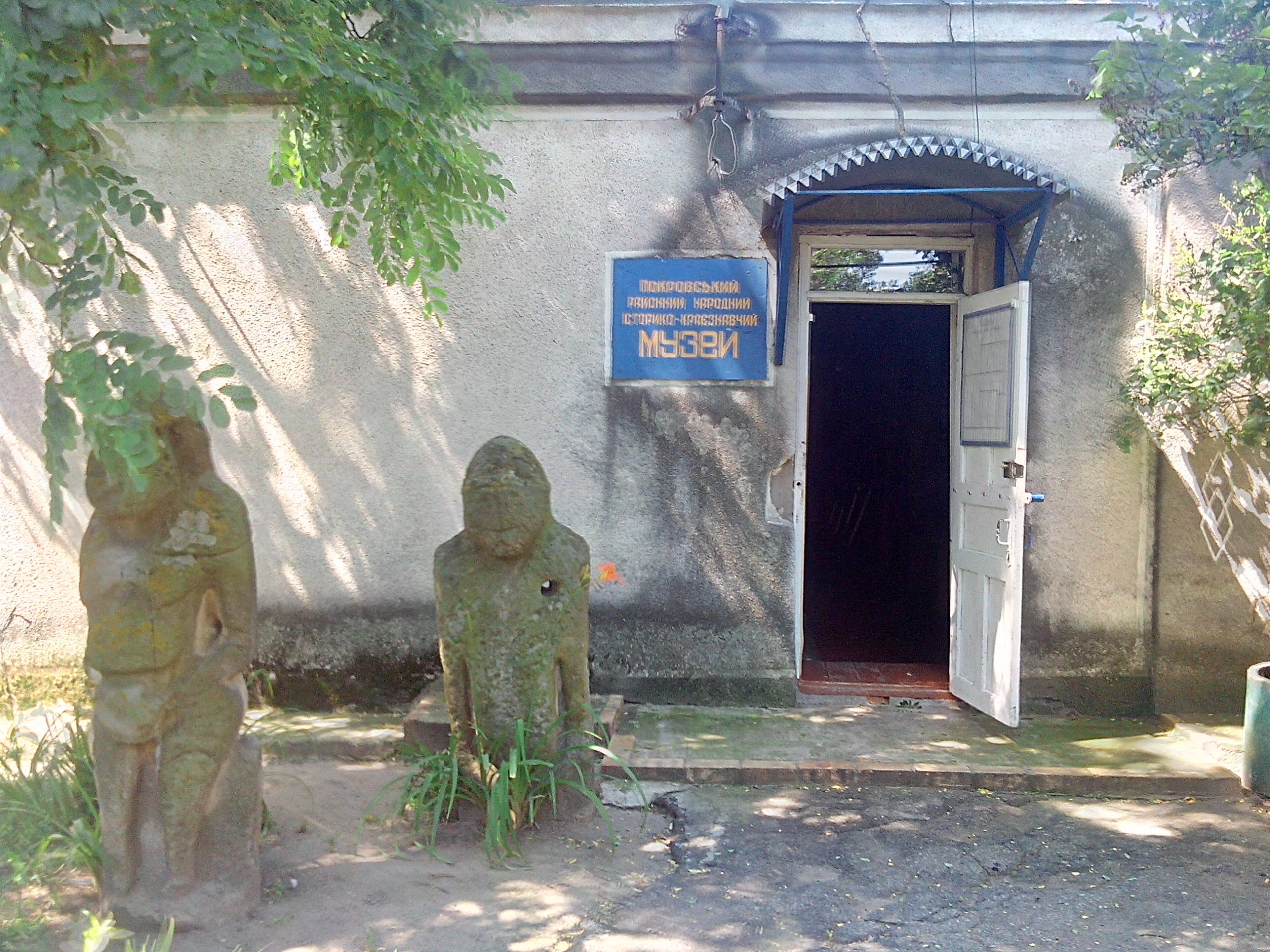
Покровський історико-краєзнавчий музей, селище Покровське, 2014 рік.
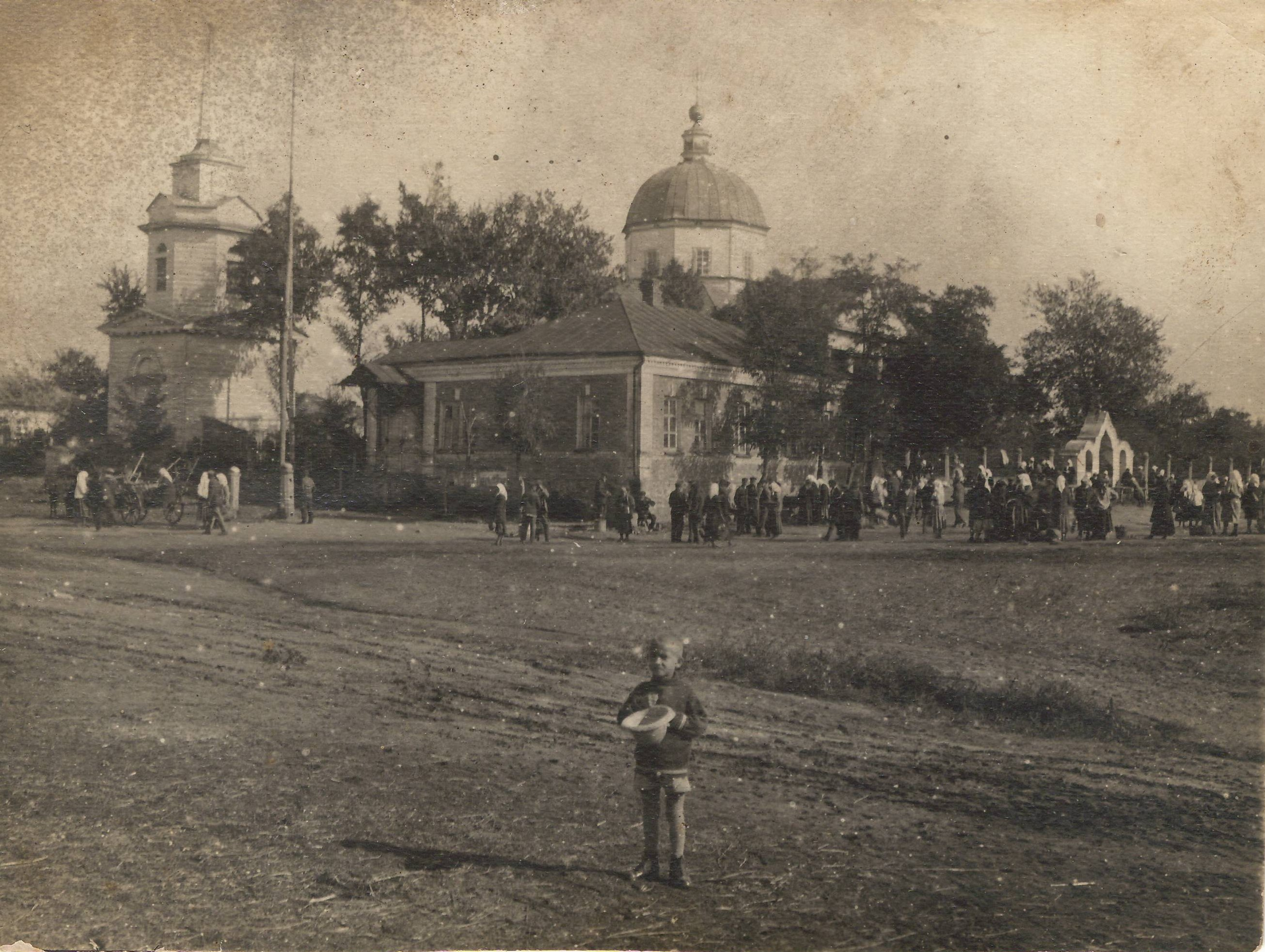
Церковно-приходська школа в Покровському. Початок 1930-х років.
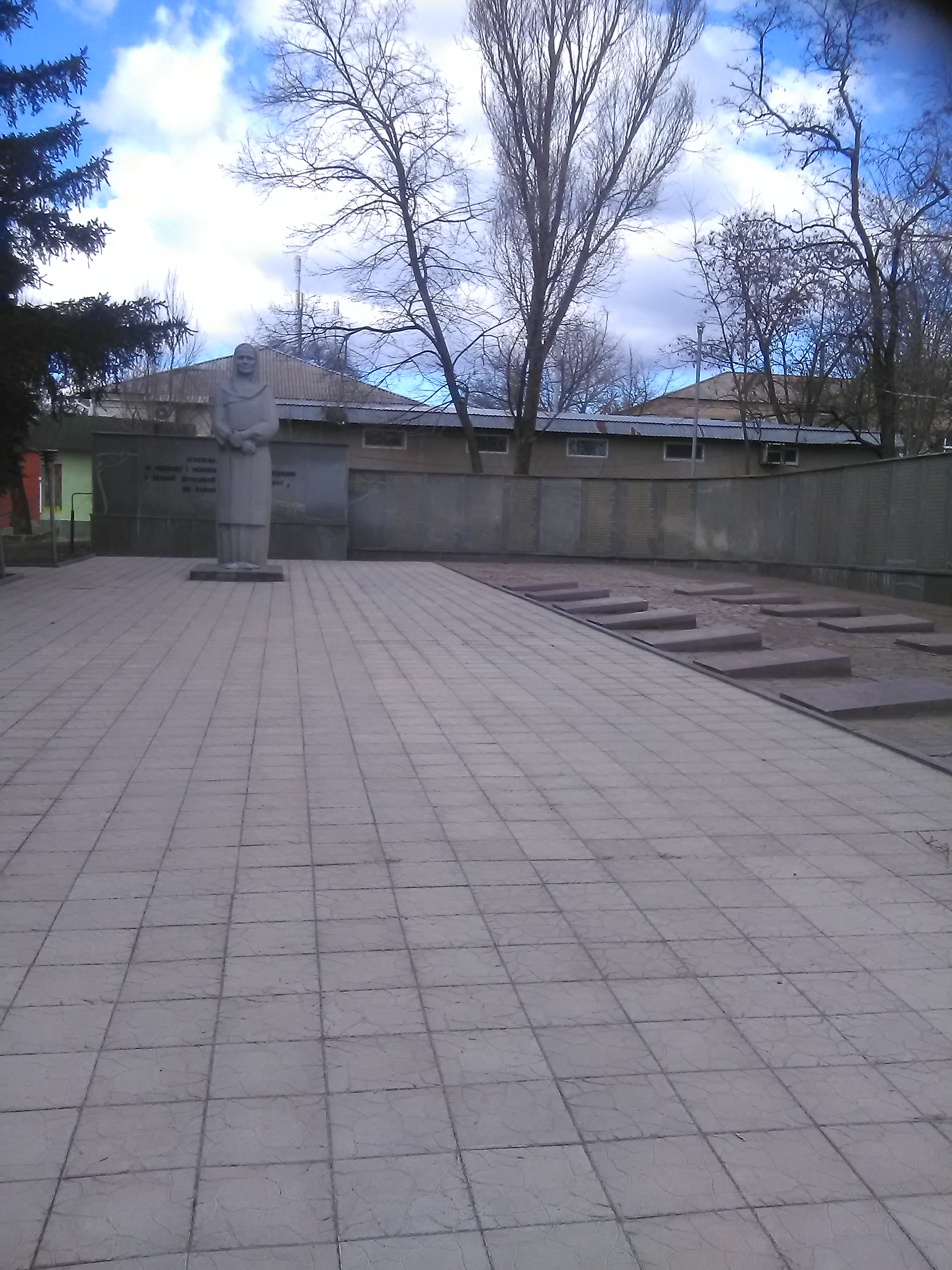
Військовий меморіал, селище Покровське, 2017 рік.
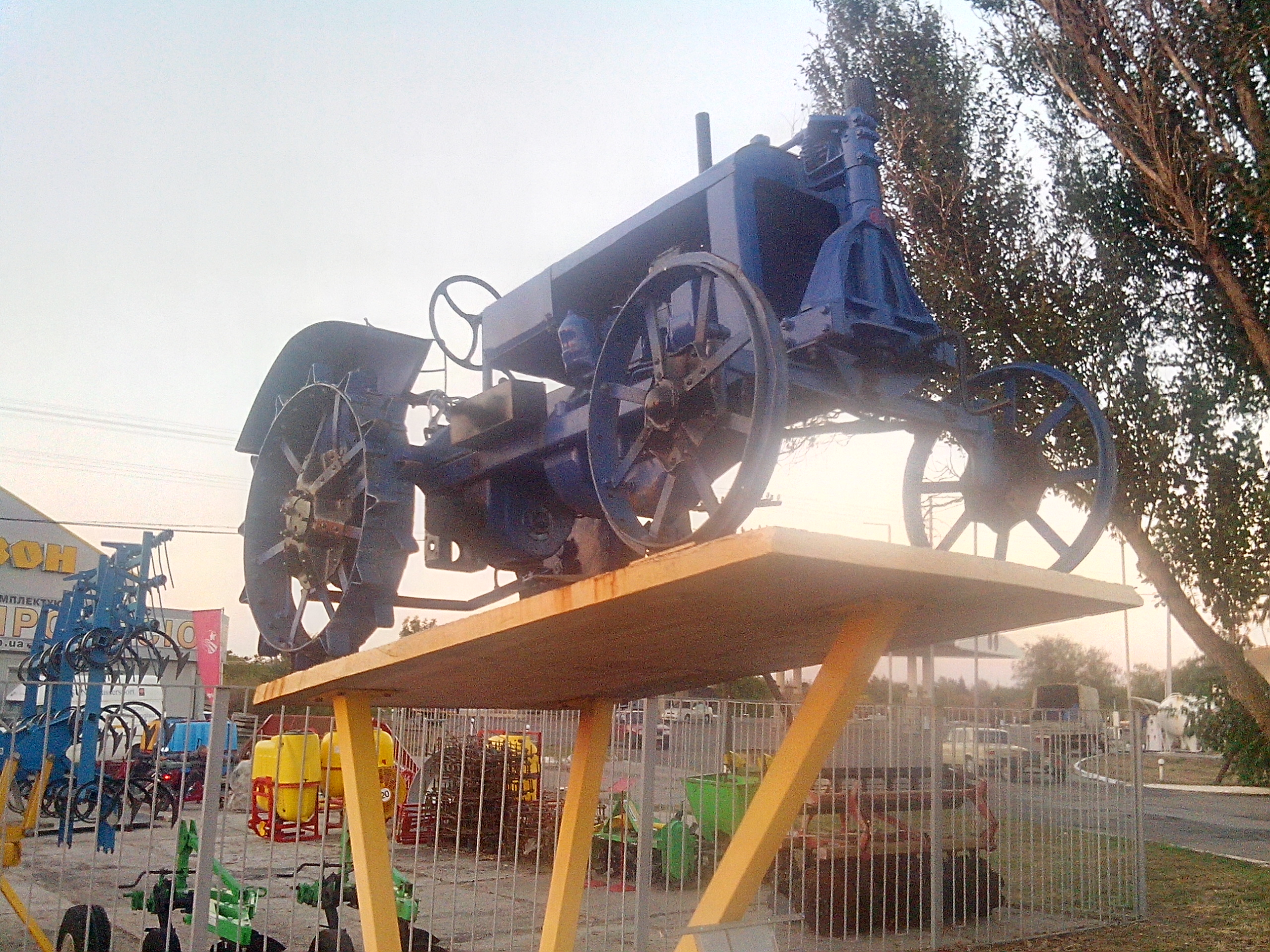
Трактор «Універсал», селище Покровське, 2014 рік.
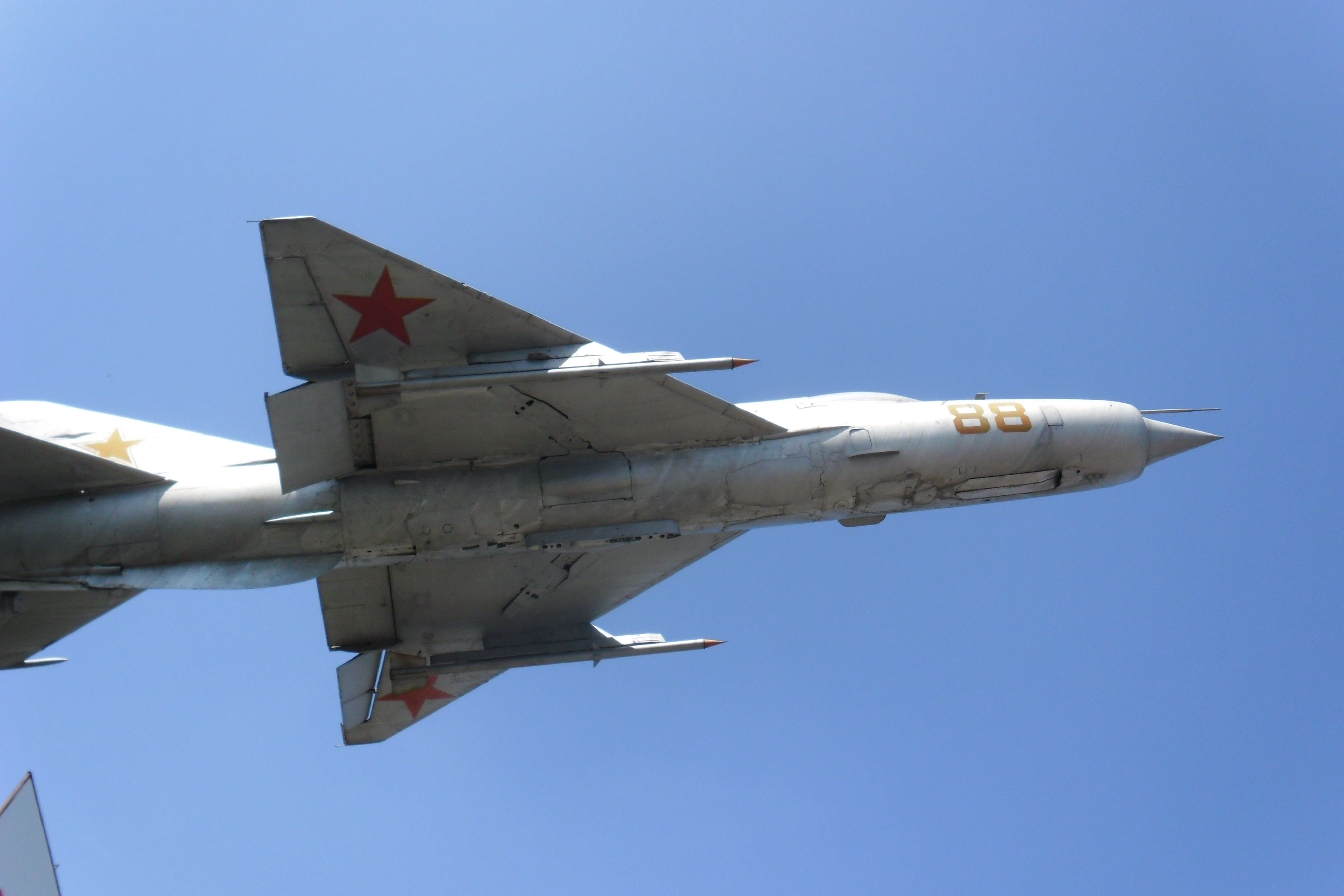
Літак-пам'ятник МіГ-21, селище Покровське, 2020 рік.
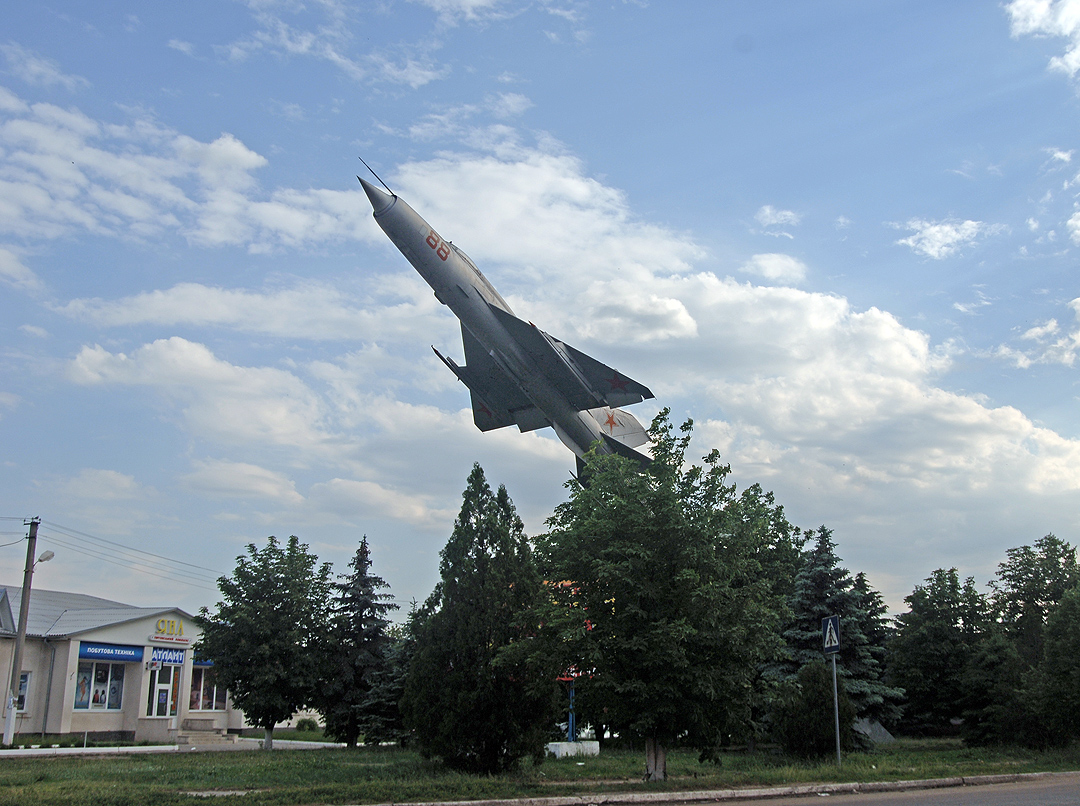
Літак-пам'ятник МіГ-21, селище Покровське, 2009 рік.
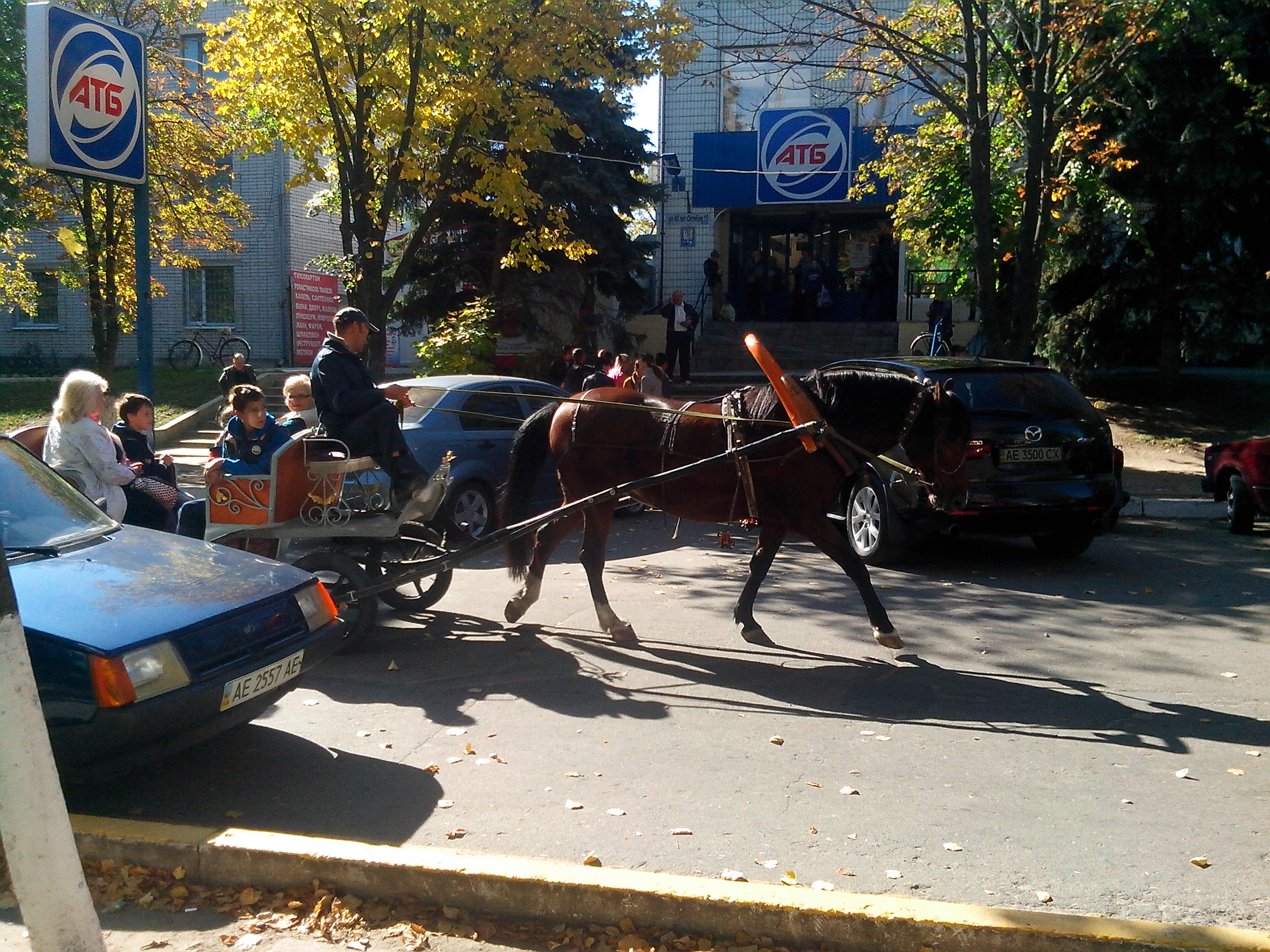
Покровський ярмарок, 2014 рік.
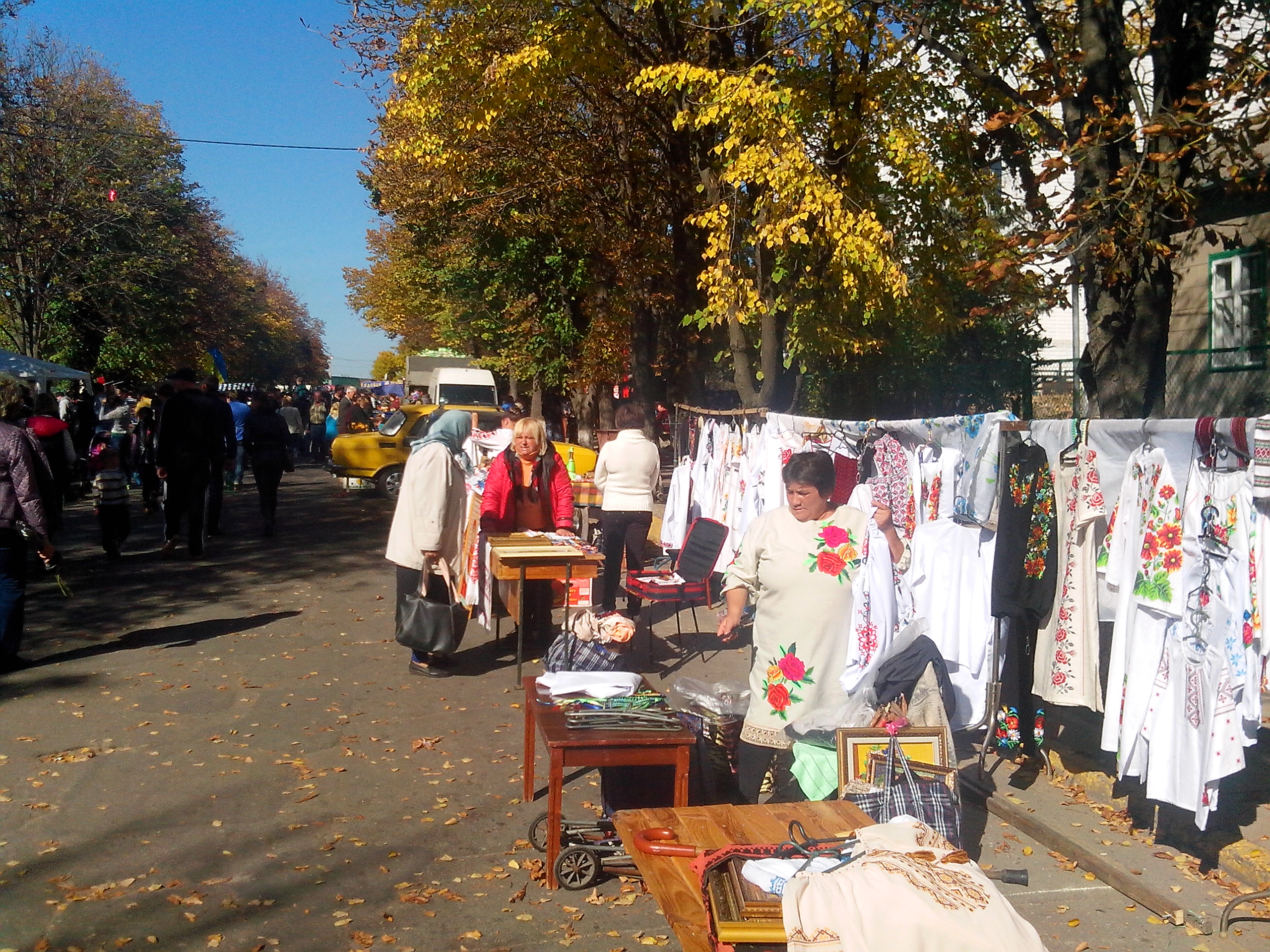
Покровський ярмарок, 2014 рік.

## Особистості
В селищі народилися:
- Дудля Микола Андрійович (1930—2001) — Герой Соціалістичної Праці, Заслужений працівник сільського господарства України.
- Жолтіков Федір Іванович (1910—1968) — український архівіст.
- Кісенко Іван Григорович (1905—1988) — Герой Соціалістичної Праці, Заслужений працівник сільського господарства України.
- Севостьянчик Дмитро Олександрович (1991—2014) — лейтенант Збройних сил України, учасник російсько-української війни.
- Сех Роман Миколайович (1989—2015) — молодший сержант Збройних сил України, учасник російсько-української війни.
- Тенета Борис Йосипович (1903—1935) — український поет і прозаїк, представник Розстріляного Відродження.
- Цілуйко Кирило Кузьмович (1908—1981) — український мовознавець.